# 夢乱舞
特定非営利活動法人 夢乱舞（とくていひえいりかつどうほうじん むらんぶ）は、大阪市大正区に本拠地を置く、青少年健全育成を目的とした特定非営利活動法人である。

## 概要
YOSAKOIやボランティアを通じて、青少年の健全育成を目的として活動している。また、リストカット、薬物、家庭内暴力、いじめ、ニート支援など、幅広い活動を行っている。
港区では障がい者に対して、大正区では小学生、住吉区では高齢者に対してのYOSAKOIソーラン踊りの指導も行っており、
色々な世代、人との交流を図っている。
また、各地の区民祭りや地域のイベントに出演し、覚えた踊りを披露してお祭りを盛り上げるといった活動も行っている。
もともと、就職などで地方から大阪へ出てきた人たちに楽しい思いをしてもらおうと考えられて設立された、社会人を中心とした野外活動をしていた「DFENDFamily」というアウトドアサークルが前身。サークルのメンバーで非行経験があった少年が、「よさこいをやりたい」と言い出したことがきっかけで、よさこいチームとなった。

## 沿革
- 1992年、前身団体であるDEFENDfamily設立
- 2004年、任意団体として発足。
- 2007年11月、特定非営利活動法人（NPO法人）として、大阪府より認証。
- 2011年5月、通信制高校・代々木高等学校と提携。

## 活動履歴
- 第四回春の民謡唄祭り（大阪市大正区）
- 忘れんといてな！鎮魂太鼓（大阪市北区）
- なに輪祭り（主催イベント　大阪市港区）[2]
- 御堂筋Kappo（大阪21世紀協会主催）
- 水都大阪2009（大阪市中央区)
- 神戸ルミナリエ市民ステージ(兵庫県神戸市)

など。

## なに輪祭り
海遊館を会場として、健常者と障害者関係なしに参加できるイベント。
YOSAKOIをはじめ、エイサー、地車囃子などの伝統舞踊のほか、ジャズ、ヒップホップ、ロックバンドによるライブ演奏など、主旨に賛同する団体によって成り立っている。
また、福祉団体の協力により目隠しをしながらの盲導犬体験なども行っている。
会場設営から音響、運営など全てをボランティアと出演者を含めた自分達で行うイベントであり、プロは一切雇っていない。
そのため、色々な体験が可能であり、その体験を通じての青少年健全育成も可能となっている。